# 劉西堯
刘西尧（1916年—2013年8月24日），湖南长沙人，出生于四川成都，中国人民解放军少将，原中华人民共和国教育部部长。

## 生平
1928年，刘西尧随父母迁居南京，就读于钟英中学。1934年，考入国立武汉大学物理系，1937年，向国民党三中全会递交呼吁全民族团结抗战的请愿书，同年经陶铸介绍，加入中国共产党，随后奔赴红安县七里坪，参加新四军，任中共黄冈中心县委书记，新四军独立游击支队第五大队军政委员会副书记、书记，鄂东地委组织部部长、宣传部部长、副书记，中共鄂皖地委书记，鄂皖军分区政治委员，中共长江地委书记，鄂皖边区党校副校长等职。第二次国共内战期间，任鲁中军区政治部宣传部部长，江汉军区洪山军分区政治委员，中共大冶地委书记兼大冶军分区政治委员。
中华人民共和国成立后，任中共湖北省委副秘书长、秘书长、省委第一副书记。第二汽车制造厂筹备处主任兼第一汽车制造厂副厂长，国家技术委员会副主任，国家科学技术委员会副主任，国防科学技术委员会副主任兼国务院国防工业办公室副主任。1963年被授予中国人民解放军少将军衔。第二机械工业部副部长、党委副书记，期间直接成功负责了1964年中国第一颗原子弹在罗布泊的实验。
文化大革命期间，担任国务院联络员、国务院科教组副组长、国务院科教组组长，中国科学院核心小组副组长，中央派赴国防科委学习组副组长。第二机械工业部部长、党的核心小组组长。
1977年1月，担任教育部部长，负责文化大革命后的恢复高考工作。
1978年底辞去教育部长职务。调任中共四川省委书记（当时设有第一书记）、四川省人民政府副省长。
2013年8月24日9时30分，刘西尧因病在武汉同济医院逝世，享年97岁，中共中央总书记习近平等中央政治局常委和江泽民、胡锦涛等原党和国家领导人送花圈。

## 著作
- 《攀锋与穿雾：刘西尧回忆录》，武汉大学出版社2007年版，ISBN 7307053047。